# チャジャンミョン
チャジャンミョン（漢字表記: 炸醬麵、炒醬麵、ハングル:짜장면）は、韓国の麺料理である。日本においては、チャジャン麺、韓国風ジャージャー麺と表記することもある。韓国においては中華料理に分類されるが、ザージャンメン（자장몐）と韓国で呼ばれる中華料理の炸醤麺とは区別される。家庭で作ることは非常にまれであり、中華料理店で調理したものが広く食べられている。中国でもチャジャンミョンは韓国料理として認識されており、料理店のメニューには「韓式炸醤麺」と記載されている。

## 特徴
中華料理の炸醤麺（ジャージャー麺）から派生した麺料理である。炸醤麺が主に甜麺醤を使用するのに対し、チャジャンミョンではチュンジャンを用い、韓国人の好みにあわせて油気や肉が減らされている。味付けも、中華料理の炸醤麺が塩辛い味付け、日本式のジャージャー麺が甘めでピリ辛の味付けであるのに比べると、チャジャンミョンは甘い味付けのことが多い。ローカライズの過程で水で塩辛さが薄められ、肉味噌の具材に炸醤麺には使われていないタマネギ、ジャガイモ、ニンジンなどの野菜やカルメラなどの人口着色料が加えられて甘みがつけられた。韓国の中華料理においては、チャンポン、タンスユク（糖醋肉 / 糖水肉）と並ぶ代表的な存在となっている。
韓国では2005年に1日平均で720万食が消費されて国民食ともされ、大衆食として親しまれているために外食の物価指数に使われることも多い。2006年には韓国政府によって『100個の韓国伝統文化の象徴』に指定されている。2009年の調査では、オーソドックスなチャジャンミョンが一皿2,500〜4,000ウォン（当時のレートで約200〜300円）、四川醤麺や三鮮醤麺が6,000ウォン程度で提供されていた。中国料理店は1杯からでもバイクなどによる出前を受け付けているため、職場や家庭で取り寄せることも多い。
また、その色からかブラックデーのアイテムとなっており、「今年もチャジャンミョンを食べることになりそう」という類の台詞（ブラックデー＝4月14日までに恋人ができそうにない、の意）が、韓国のドラマや小説等に散見される。また、卒業式の後に家族皆全員でチャジャンミョンを食べる風習もあった。

## 表記
1986年に外来語表記法が制定されたことに伴い、韓国国立国語院は「ジャジャンミョン」（ジャジャン麺、자장면）という表記を標準語とした。しかし、中国由来の炸醤麺を元の音に近いチャジャンミョン（チャジャン麺、짜장면）と表記する動きが韓国の作家や学者の間であり、2011年8月31日に国立国語院はチャジャンミョンを含む単語39語を標準語に入れることを決めたと発表した。

## 製法
麺は小麦粉を原料とし、卵を加えずにラーメン程度の太さに手打ちや製麺機で製麺する。これを茹でて冷水に入れ、もう一度湯に入れて温める。麺にかけるチャジャンソースは、チュンジャン（黒味噌）を油で炒めていったんよけ、その油で挽肉とタマネギなどを炒める。これに片栗粉などのデンプンを水で溶いて絡め、麺に乗せる。チャジョンソースの具材にはキクラゲやキャベツ、ジャガイモ、ズッキーニ、ニンジンなども使われる。
あらかじめ麺を茹でておくため、注文を受けてから3分間ほどで湯がいてチャジャンソースをかけて客に提供できる。チュンジャンは「サジャピョチュンジャン」（獅子標春醤）という商品がマーケットシェアの80%を占めるため、店ごとの味の差は小さい。調味料としては砂糖や塩、コショウ、オイスターソースなども使うことがある。
付け合わせにはたくあんやタマネギが添えられる。食べる際は麺にヤンニョムをよくからめて食べるが、その際は両手に箸を1本ずつ持って麺の両端から差し込み、持ち上あげてかき混ぜるような動作がしばしば見られる。

## 種類
チャジョンミョンには、以下のようなバリエーションがある。
- イェンナㇽチャジャンミョン（옛날짜장면） - 「昔風のチャジャンミョン」を意味する[1]。具を多めに、特に大きめに切ったジャガイモを入れる。ヤンニョムの色が薄めで、味も控えめ。
- サㇺソンチャジャンミョン（三鮮醤麺、삼선짜장면） - 「海物（ヘムル）-」とも呼ばれ、3種類の海産物が使用されている[1]。海産物にはイカやナマコ、小エビを用いることが多いが、カラスガイやアワビなどの貝類が使われるケースもある[1]。
- カンチャジャンミョン（干作醤麺、간짜장면） - 水とデンプンを加えずにチャジョンソースを炒め、麺にかけずに別々に供する[1]。タマネギの歯ごたえと濃厚な味が特徴とされる[1]。釜山（プサン）を中心とする南部では、このカンチャジャンの麺に目玉焼きを乗せたものが見られる。
- ユスㇽチャジャン(もしくはユニチャジャン)（肉絲醤麺、유슬짜장(유니짜장)） - 細切りにした豚肉と野菜を青椒肉絲のように炒め、麺とよく絡ませて平皿に盛り付けられる[1]。
- チェンバンチャジャン（쟁반짜장） - チェンバン（쟁반）は「皿」を意味する。焼きそばのように炒める調理法で作るのが特徴。
- サチョンチャンジャン（四川醤麺、쓰촨） - 唐辛子や豆板醬、ケシが使われ、赤くて辛い[12][13]。
- ユニチャジャンミョン（肉泥醤麺、유니짜장） - 豚肉や野菜をみじん切りにした、なめらかなチャジャンソースをのせる[13]。
- チャジャンパブ（짜장밥） - 黒いヤンニョムを麺ではなく、白いご飯にかける。チャーハン（ポックムパブ／볶음밥）にかけたものも人気が高い。

またインスタントの袋麺のチャジャンミョンも販売されており、1984年に発売された農心のチャパゲティが特に人気を博している。この他に三養食品のチャチャロニなどがあるが、この2例のようにメジャーな製品はパスタにちなんだ名前を製品名としていることが多い（チャパゲッティはチャジャンミョン＋スパゲッティ、チャチャロニはチャジャンミョン＋マカロニ）。

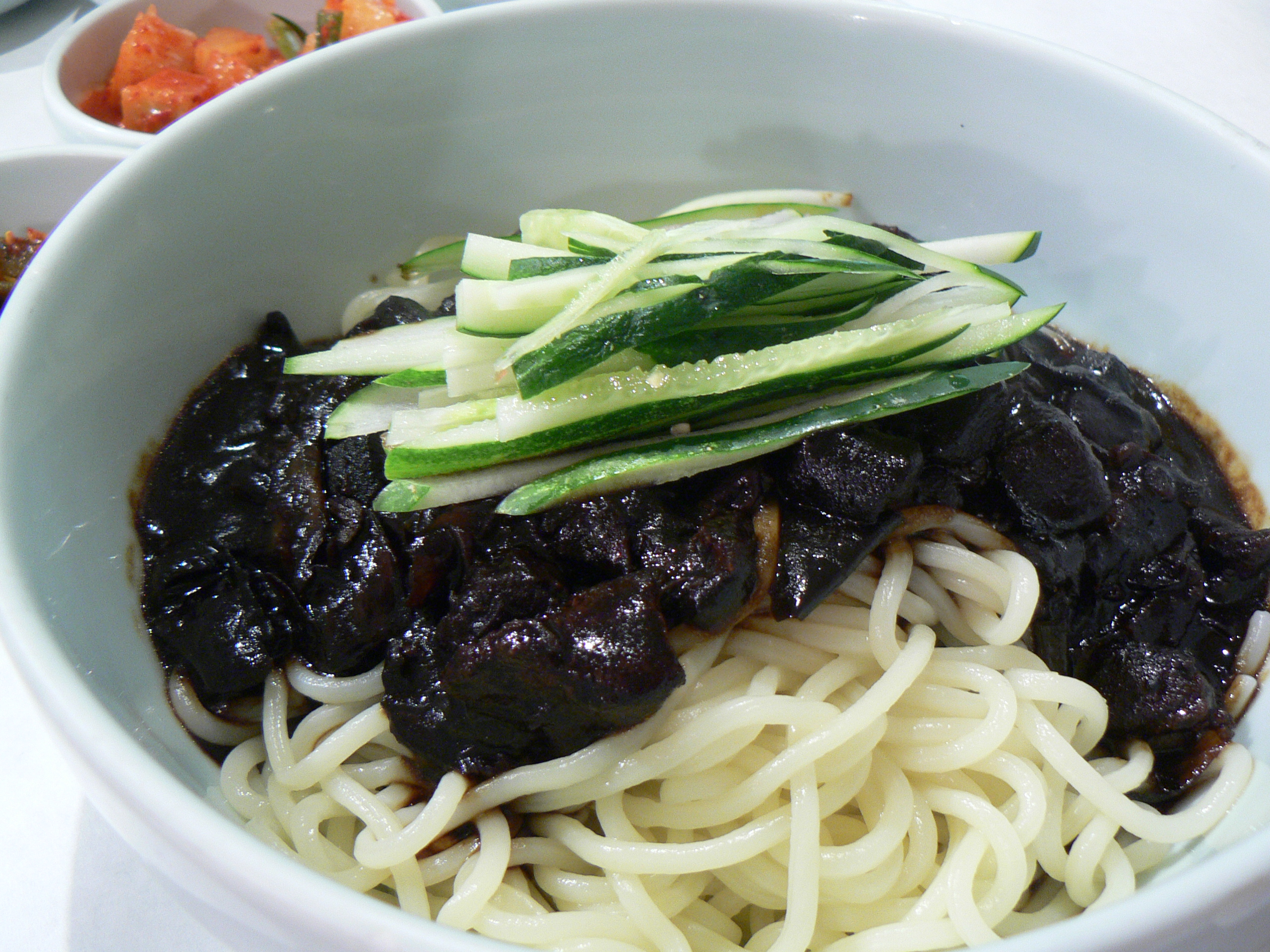
チャジャンミョン
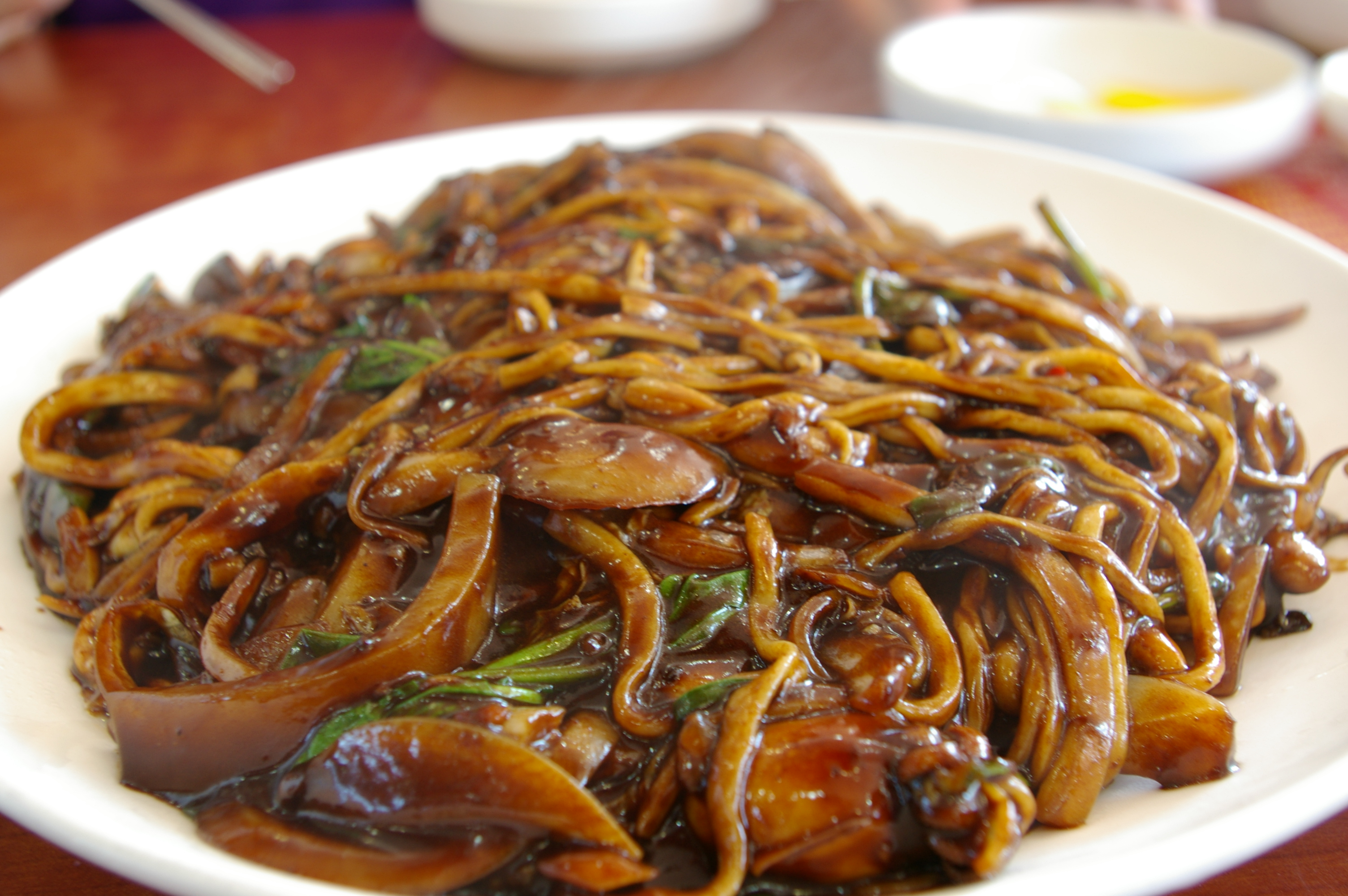
チェンバンチャジャン
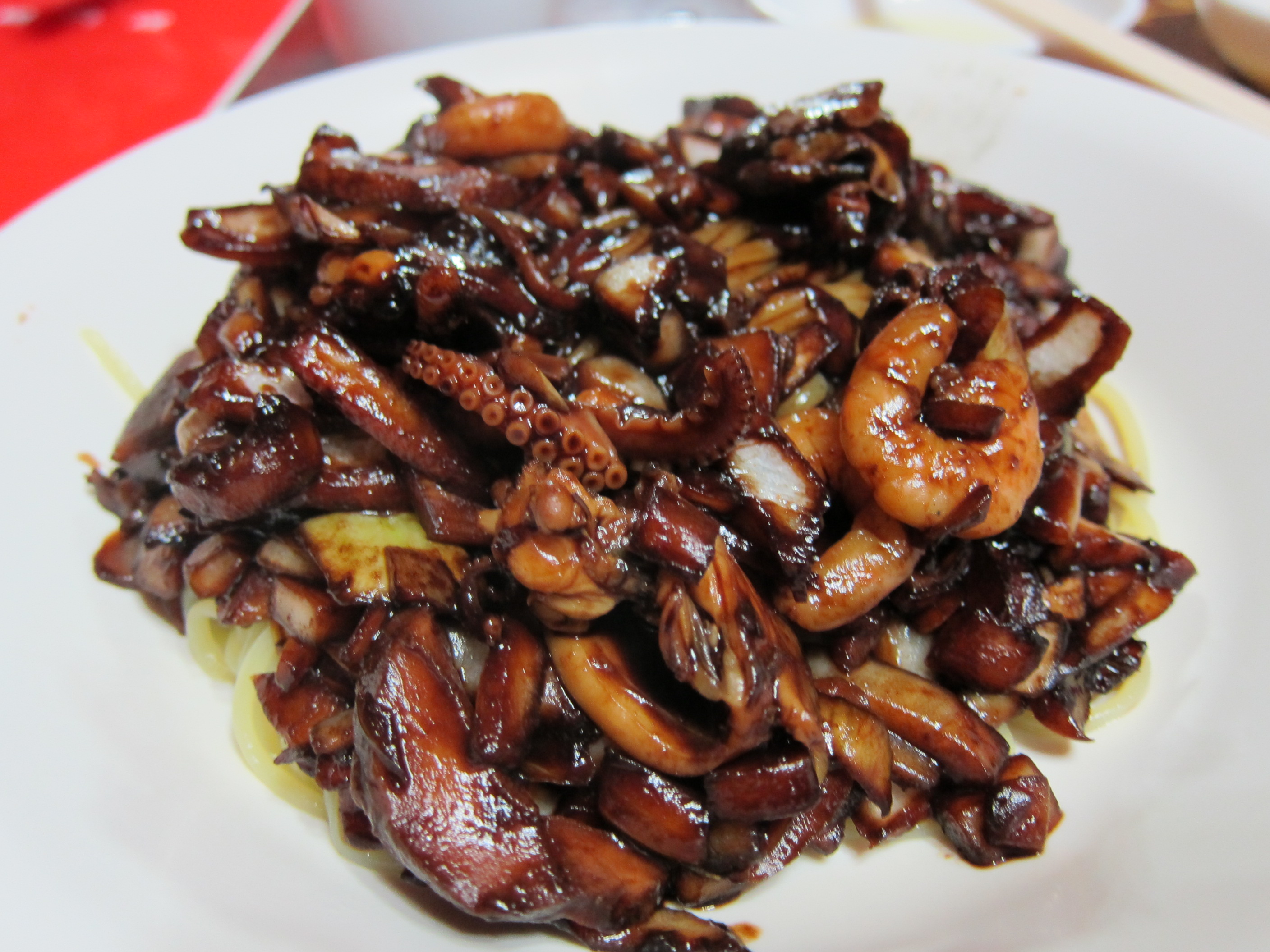
サㇺソンチャジャンミョン
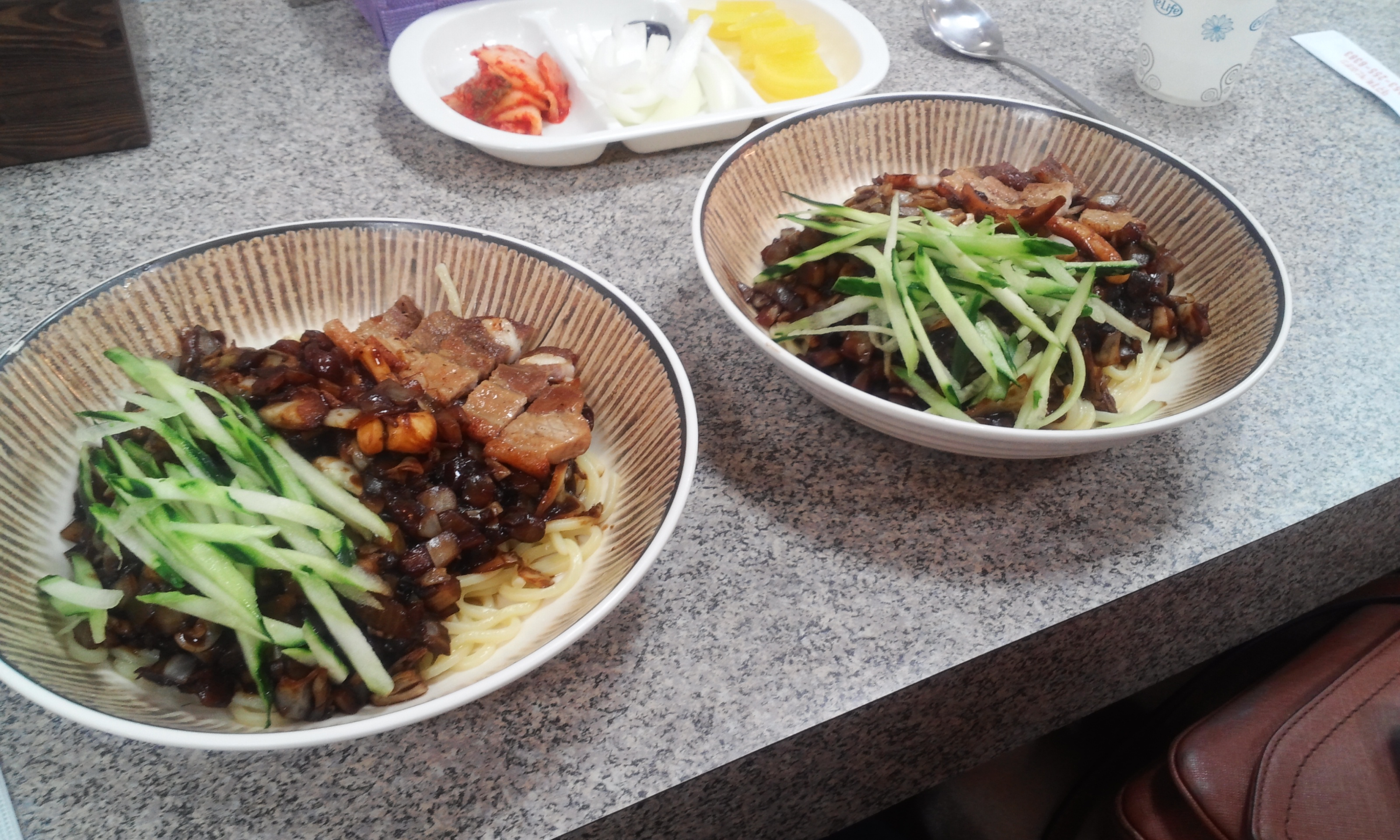
サㇺギョプサル・チャジャンミョン
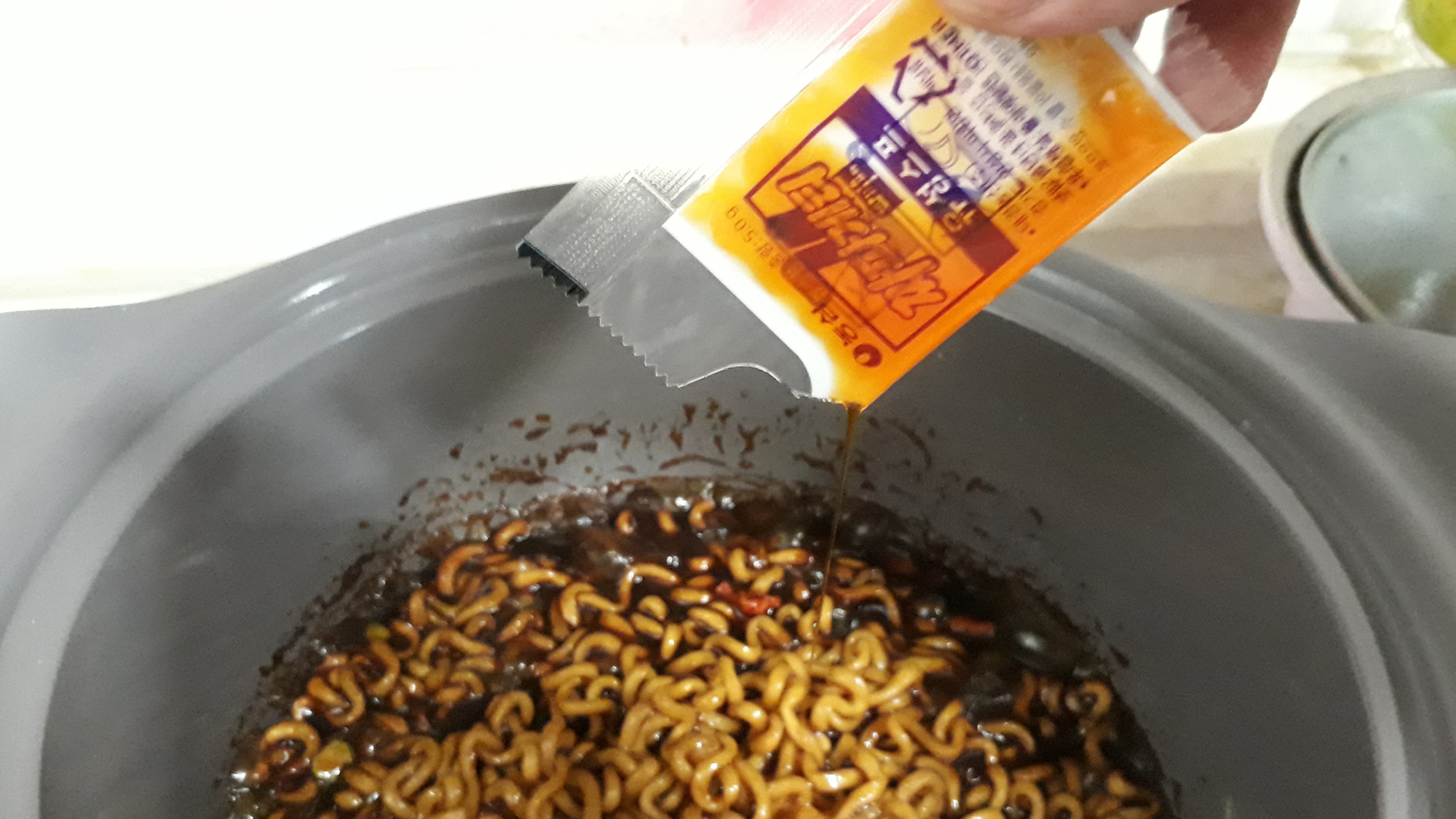
チャパゲッティ

## 歴史

### 近代

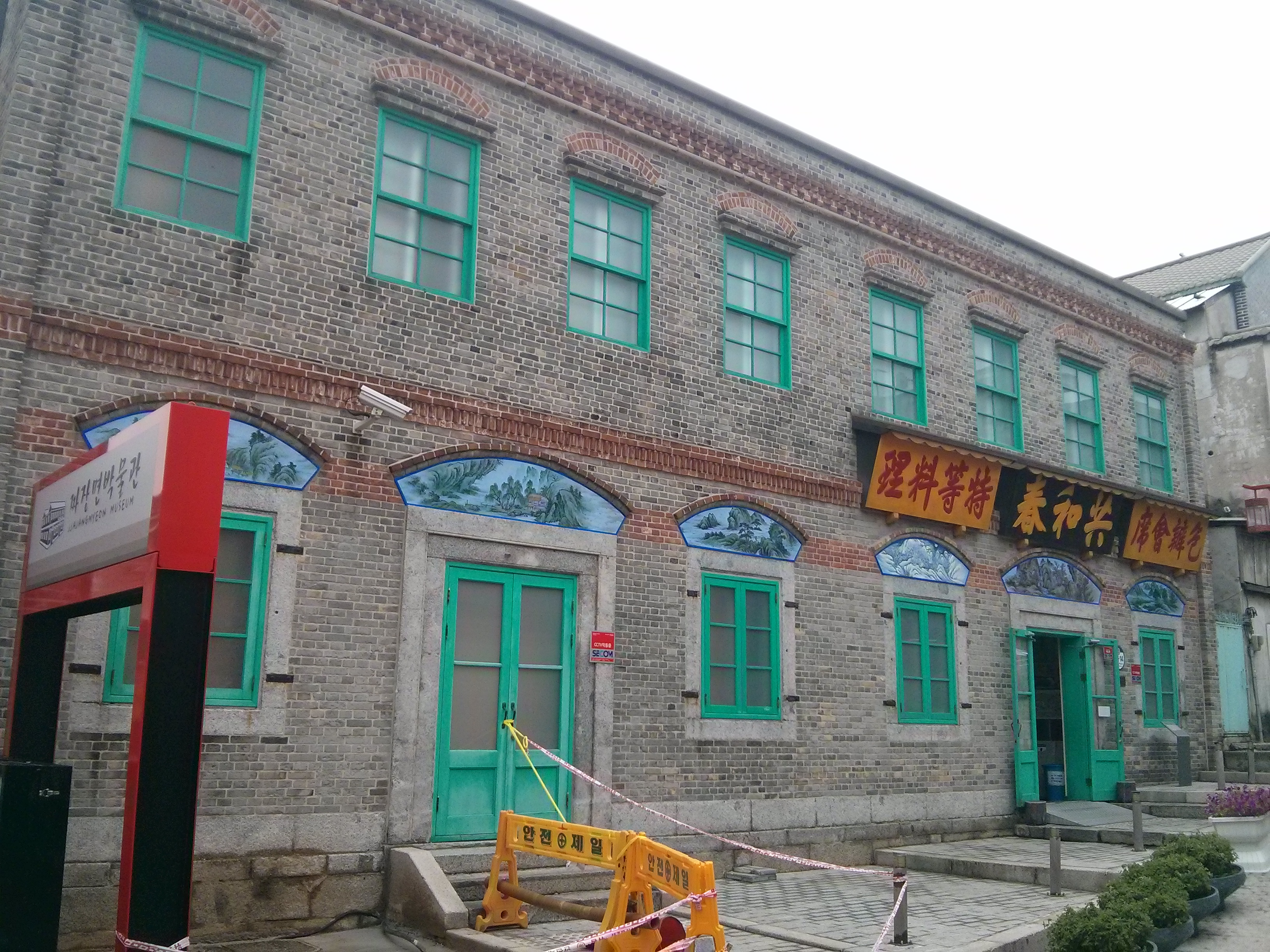
チャジャンミョン博物館

チャジャンミョンが考案された正確な時期は不明であるが、19世紀末から20世紀初頭に朝鮮半島に中国料理を提供する食堂が現れ始め、チャジャンミョンの元となった炸醤麺がそれらの店で出されていたと考えられている。1882年の壬午軍乱によって清国軍が朝鮮に入ったのを契機に、19世紀末から華僑の朝鮮への移住が進んだ。これらの華僑の90%以上が山東省出身だったため、山東省の家庭料理だった炸醤麺が朝鮮人にも広まり、手軽で味が好まれたことから仁川から各地に普及したとみられる。チャジャンミョンが誕生した時期は仁川に中華街が形成され始めた1899年とする通説がある一方、チャジャンミョンを考案したとされる料理店が創業した1905年とする説も信じられている。中華街で丁希光が創業した山東会館というホテル兼中華料理店がチャジャンミョン発祥の地として認定されており、中華民国の建国を祝って1912年に共和春と改名したという。共和春が創業した1905年をチャジャンミョンが考案された年とする説もあるが、年代の設定、共和春がチャジャンミョンの発祥地とする見解そのものへの異論も唱えられている。
- 共和春の店名に含まれる「共和」は1912年の中華民国の建国を記念した語であり、1905年とすると年代的な矛盾が生じて不自然である[3]
- 仁川市立博物館の調査によると、共和春の建物は1930年頃に建設されている[19]
- 共和春が販売を初めて行ったという文書資料や証言が存在しない[19][6]
- 炸醤麺は一般的な家庭料理であり、共和春だけがメニュー化したとは考えにくい[19][3]

日本統治時代の炸醤麺は現地の朝鮮人にとっては馴染みがないが、安価な中国料理という位置付けだった。

### 現代
1950年代の中華人民共和国の成立、朝鮮半島の南北分断によって韓国の華僑は中国本土とのネットワークが絶たれたため、それまで手掛けていた貿易業を廃業し、飲食業に転向する者が多く現れた。料理の経験がない華僑たちは炸醤麺などの調理が簡単な品目を供し、炸醤麺は現地の人間の好みに合うように改良が加えられたチャジャンミョンに変化していった。第二次世界大戦後の韓国では、華僑が経営する中華料理店は1948年の332店から1962年に1,636店、1972年には2,454店と急増する一方で、1968年に施行された外国人土地法によって外国人経営の商店は50坪以下の1軒のみに制限され、華僑の大型店舗は廃業している。同時期の韓国は米不足が続く一方でアメリカ合衆国から供給される小麦粉には余剰があったため、1973年には中華料理店で白飯の販売が3か月間に渡って停止されるなど、政府が粉食を奨励する政策をとり、1960年代から1970年代にかけてチャジャンミョンは韓国内で一気に普及が進んだ。また、1948年に王松山が甜麺醤にカラメルを加えてチュンジャンを開発したことで、韓国人に受け入れられやすい味付けとなったことも影響している。当時の中華料理店ではチャジャンミョンは1杯15ウォン程度と最も安価な料理だったが、韓国人の多くにとっては特別な日の外食として記憶されていることが多く、1970年代には運動会や卒業式などの特別な行事で食べられる高級料理となっていた。
1974年にはチャジャンミョンが物価の基本品目に指定され、値上げが禁止された。政府が打ち出した価格統制に対応するため、小麦粉の割合が少なくなった麺にコシを出すために工業用炭酸ナトリウムを入れる、あるいは安価なまがい物のチュンジャンを使う店もあった。1980年には華僑経営の中華料理店は1,721店に減少しているが、韓国人が独立した店舗などが増えて2009年には韓国の中華料理店は約24,000店となっている。1999年に公開された映画『北京飯店』でチャジャンミョンにかける料理人の思いが描写されたことなどもあり、一時低迷した消費量も21世紀に入って回復している。1984年には韓国発初のインスタントチャジャンミョンであるチャパゲティが発売され、チャパゲティのコマーシャルによってチャジャンミョンは日曜日に食べるものという印象が定着した。
2006年に発祥の地とされる共和春の建物が近代文化遺産に登録され、2012年にチャジャンミョン博物館になった。チャジャンミョン博物館の年間入場者数は、2014年には18万3,885人に達している。しかし、格式ある高級店だった共和春の建物を庶民的な料理のチャジャンミョンの博物館に転用したことに対して、仁川の華僑の中には肯定的ではない態度を示す向きもある。